# Богачевка (Брянская область)
Богачевка — посёлок в Жуковском районе Брянской области, в составе Ходиловичского сельского поселения. 
 Расположен в 5 км к юго-западу от деревни Любегощь, к востоку от деревни Александровка. Население — 2 человека (2010).

## История
Выделен из состава деревни Александровка в первой половине XX века.
До 1968 года входила в Александровский, Саковский сельсовет; в 1968—2005 гг. — в Ходиловичском сельсовете.
| Годы      | 1979 | 1989 | 2002 | 2010 |
| --------- | ---- | ---- | ---- | ---- |
| Население | 48   | 23   | 8    | 2    |